# Mistrovství světa ve veslování 2012
Mistrovství světa ve veslování 2012 byl v pořadí 41. šampionát konaný mezi 15. srpnem a 19. srpnem 2012 v Plovdivu v Bulharsku.
Každoroční veslařská regata trvající jeden týden je organizována Mezinárodní veslařskou federací (International Rowing Federation; FISA) na konci léta severní polokoule. V neolympijských letech se jedná o vyvrcholení mezinárodního veslařského kalendáře a v roce, jenž předchází  olympijským hrám, představuje jejich hlavní kvalifikační událost.
Rok 2012 byl rokem olympijským, proto program mistrovství zahrnoval pouze neolympijské disciplíny.

## Medailové pořadí
| Pořadí | Země       | Zlato | Stříbro | Bronz | Celkem |
| ------ | ---------- | ----- | ------- | ----- | ------ |
| 1.     | Polsko     | 2     | 0       | 0     | 2      |
| 2.     | Itálie     | 1     | 1       | 1     | 3      |
| 3.     | Dánsko     | 1     | 1       | 0     | 2      |
| 3.     | Řecko      | 1     | 1       | 0     | 2      |
| 5.     | Bělorusko  | 1     | 0       | 1     | 2      |
| 6.     | Německo    | 1     | 0       | 0     | 1      |
| 7.     | Francie    | 0     | 1       | 1     | 2      |
| 8.     | Rakousko   | 0     | 1       | 0     | 1      |
| 8.     | Maďarsko   | 0     | 1       | 0     | 1      |
| 8.     | Nizozemsko | 0     | 1       | 0     | 1      |
| 11.    | Čína       | 0     | 0       | 2     | 2      |
| 12.    | Kanada     | 0     | 0       | 1     | 0      |
| 12.    | USA        | 0     | 0       | 1     | 1      |
| Celkem | Celkem     | 7     | 7       | 7     | 21     |

## Přehled medailí

### Mužské disciplíny
| Disciplína                      | Zlato | Čas     | Stříbro | Čas     | Bronz | Čas     |
| Dvojka s kormidelníkem M2+      | Bělorusko Stanislau Shcharbachenia Aliaksandr Kazubouski Piotr Piatrynich (k)                                                                                       | 6:55,33 | Francie Michael Molina Benjamin Lang Benjamin Manceau (k)                                                                                                   | 6:55,93 | Kanada Kai Langerfeld Peter McClelland Dane Lawson (k)                                                         | 6:56,61 |
| Skif lehkých vah LM1x           | Dánsko Henrik Stephansen | 6:56,41 | Maďarsko Peter Galambos | 6:57,50 | USA Andrew Campbell                                                                                            | 6:57,88 |
| Párová čtyřka LV LM4x           | Polsko Adam Sobczak Mariusz Stańczuk Artur Mikolajczewski Milosz Jankowski                                                                                          | 5:55,03 | Řecko Georgios Konsolas Nikolaos Afentoulis Panagiotis Magdanis Eleftherios Konsolas                                                                        | 5:56,74 | Čína Yangyang Liang Yang Guo Guofeng Fa Deming Kong                                                            | 5:57,12 |
| Dvojka bez kormidelníka LV LM2- | Itálie Luca De Maria Armando Dell'Aquila | 6:37,11 | Nizozemsko Arnoud Greidanus Joris Pijs | 6:37,18 | Francie Jean-Christophe Bette Fabien Tilliet                                                                   | 6:39,88 |
| Osma LV LM8+                    | Německo Matthias Schömann-Finck Jost Schömann-Finck Martin Kuehner Jonas Schützeberg Christian Hochbruck Jochen Kuehner Bastian Seibt Lars Wichert Martin Sauer (k) | 5:44,10 | Itálie Jiri Vlcek Catello Amarante Salvatore di Somma Davide Riccardi Livio la Padula Martino Goretti Andrea Caianiello Metteo Pinca Gianluca Barattolo (k) | 5:46,78 | Čína Feng Ke Yulja Meng Jiahai Wang Shuai Shi Xiaoyun Zheng Zhenwei Hou Qiang Li Jingbin Zhao Minjian Wang (k) | 5:47,85 |

### Ženské disciplíny
| Disciplína            | Zlato                                                                           | Čas     | Stříbro                                                                            | Čas     | Bronze                                                         | Čas     |
| Skif lehkých vah LW1x | Řecko Alexandra Tsiavou                                                         | 7:32,37 | Rakousko Michaela Taupe-Traerová                                                   | 7:37,04 | Bělorusko Alena Kryvašejenková                                 | 7:38,93 |
| Párová čtyřka LV LW4x | Polsko Magdalena Kemnitzová Jaclyn Halková Agnieszka Rencová Weronika Dereszová | 6:36,17 | Dánsko Helene Olsenová Sarah Juergensenová Christina Pultzová Sarah Christensenová | 6:37,82 | Itálie Giulia Pollini Enrica Marasca Elena Coletti Erika Bello | 6:39,13 |